# Occithrissops willsoni
Occithrissops willsoni è un pesce osseo estinto, appartenente agli ittiodectiformi. Visse nel Giurassico medio (Bathoniano, circa 167 - 164 milioni di anni fa) e i suoi resti fossili sono stati ritrovati in Nordamerica.

## Descrizione
Questo pesce era dotato di un corpo allungato e snello, piuttosto simile a quello dell'affine Allothrissops. La lunghezza complessiva poteva raggiungere i 25 centimetri. La testa era piuttosto profonda, ma non quanto quella di Thrissops, e anche la lunghezza del muso e le dimensioni dell'apertura boccale erano intermedie tra quelle di Allothrissops e Thrissops. Le ossa uroneurali non andavano a coprire le superfici laterali dei centri preurali, mentre le parti anteriori dei primi quattro uroneurali erano disposti regolarmente. I sopraneurali erano confinati alle vertebre addominali. La pinna anale era ampia e allungata, a forma di mezzaluna, e dotata di 18-20 raggi. 

## Classificazione
Occithrissops era un rappresentante degli ittiodectiformi, un gruppo di teleostei arcaici tipici del Giurassico e del Cretaceo. In particolare, Occithrissops è una delle forme più antiche del gruppo e una delle più arcaiche. Sembra che fosse strettamente imparentato con Allothrissops della Germania. 
Occithrissops willsoni venne descritto per la prima volta nel 1984, sulla base di resti fossili ritrovati in Wyoming, nella formazione Sundance. 